# Skárkos
Skárkos, en grec moderne : Σκάρκος, est une localité de l'âge du bronze sur l'île d'Íos, dans les Cyclades, en Grèce.
En raison de son état de conservation, Skárkos est l'un des sites préhistoriques les plus importants de la mer Égée et surtout des Cyclades,
.

## Géographie
Íos, avec l'un des ports naturels les plus protégés des Cyclades, est situé au carrefour des routes maritimes des Cyclades. Le village de Skárkos est situé sur une colline au milieu de la partie occidentale d'Íos, à proximité des plaines les plus fertiles de l'île et de son port. 

## Fouilles
Skárkos a fait l'objet de fouilles systématiques pendant les années 1984 à 1997. Elles sont menées sur le côté nord et est de la colline. Elles ont révélé un important établissement cycladique précoce (milieu du 3000e millénaire avant le présent) dans un état de conservation exceptionnel : bâtiments à deux étages, murs de quatre mètres de haut et un cimetière de la fin de l'âge du bronze moyen/précoce tardif (milieu du 2000e millénaire avant le présent). Le village, qui couvre une superficie de 1,1 hectare, est le site le plus grand et le mieux préservé de la culture de Kéros-Syros. On estime qu'il abritait entre 200 à 300 personnes

## Architecture
Skárkos est construit sur des niveaux qui suivent le relief naturel de la colline. Les bâtiments résidentiels rectangulaires, construits en pierre, se composent d'un rez-de-chaussée, d'un premier étage et d'une cour fermée. Leurs différentes tailles révèlent la différenciation sociale au sein de la communauté. Des rues d'un à deux mètres de large et des espaces publics sont également révélés. Les murs sont maintenus à une hauteur de trois à quatre mètres. Le système urbain de Skárkos est comparable à celui de Poliochni à Lemnos depuis le début du IIIe millénaire av. le présent. Les preuves archéologiques suggèrent que le rez-de-chaussée était utilisé pour la préparation des repas, tandis que le premier étage servait de salle de séjour, d'espace de stockage pour les céramiques et autres marchandises, et occasionnellement d'atelier.

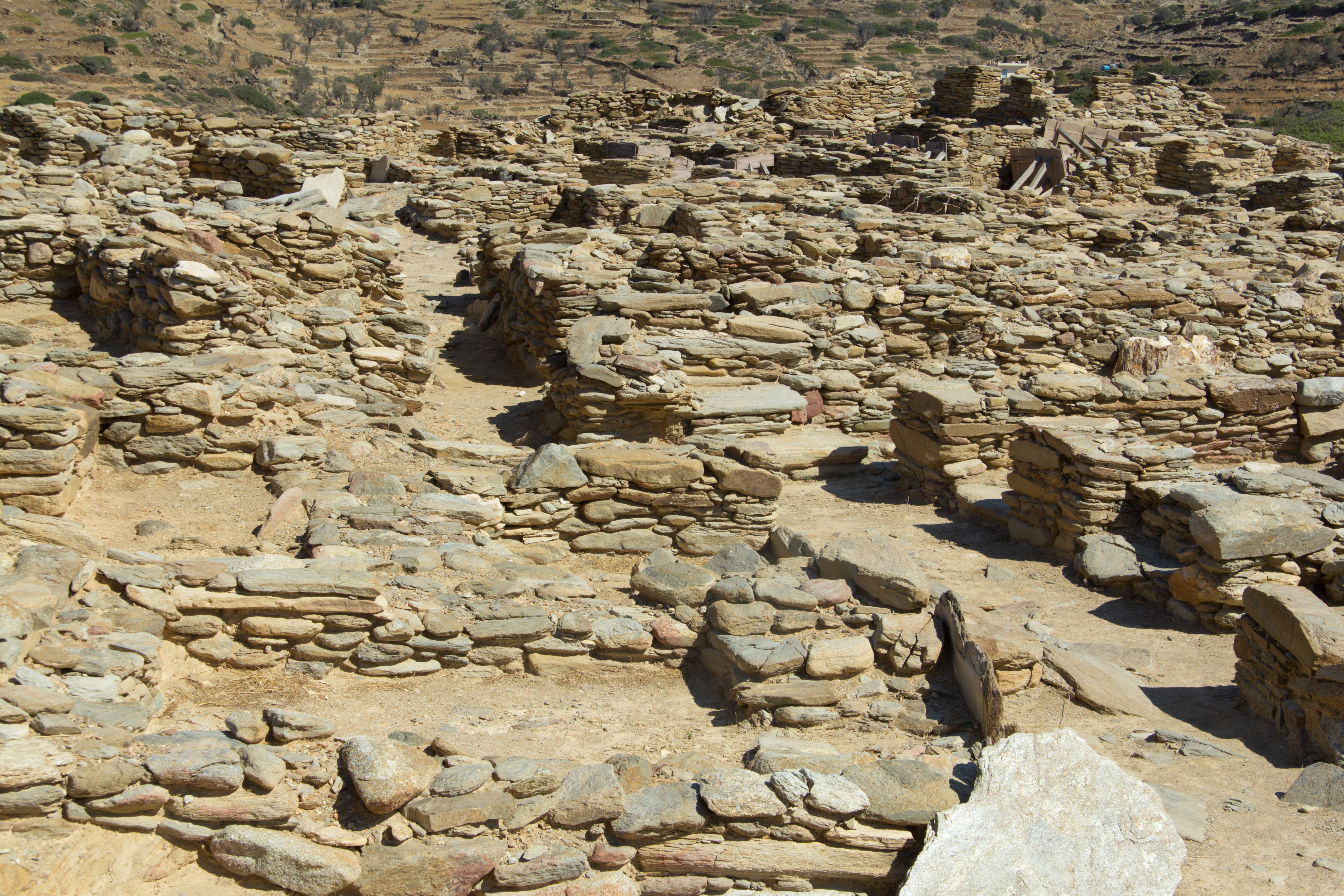
La rue principale de Skárkos.

## Découvertes
Les fouilles permettent de découvrir de nombreux petits objets tels que des figurines en marbre, de l'obsidienne, des sceaux, des céramiques, des récipients en marbre et en pierre, des outils, des os d'animaux et des coquillages. De nombreux pithoi de un à 1,30 m de haut étaient utilisés pour stocker les produits agricoles. Des amphores plus petites étaient utilisées pour transporter des liquides. Les sceaux en argile sur les poteries montrent le contrôle de la production agricole et l'organisation de la distribution des marchandises. Plusieurs de ces découvertes sont aujourd'hui exposées au musée archéologique de Chóra.

## Conservation
Le site de Skárkos est devenu accessible au public après d'importants travaux d'entretien entre 2002 et 2007. Le projet a reçu le prix du patrimoine de l'UE en 2008, le premier prix Europa Nostra « pour la conservation, pour la qualité exceptionnelle du travail de conservation et, surtout, pour la nature minimale et très sensible des interventions, sans impact préjudiciable sur un paysage unique » .